# Titu Cusi Yupanqui
Don Diego de Castro Titu Cusi Yupanqui (* um 1529; † 1571 in Vitcos), nach peruanischer Quechua-Schreibung Titu Kusi Yupanki, war von 1561 bis zu seinem Tod der siebzehnte Inka-König und der dritte von Vilcabamba, dem letzten Rückzugsgebiet der Inkas.
Er ist bekannt durch einen umfassenden schriftlichen Bericht, den er an den spanischen König Philipp II. verfassen ließ, in dem er sich zur Klärung von Rechtsangelegenheiten über die Eroberung des Reiches seiner Vorfahren beschwert und eine angemessene Entschädigung fordert. Das Werk ist einzigartig und bedeutend darin, dass ein zumindest nominell freier Herrscher einer präkolumbischen Hochkultur seine Sicht auf die spanische Kolonialherrschaft vorträgt.

## Leben
Titu Cusi war der älteste Sohn des Inka-Herrschers Manco Cápac II und seiner Gattin Cura Ocllo. Manco, der einen Aufstand gegen die Spanier angeführt hatte, entkam 1537 einem Angriff des Rodrigo Orgóñez auf seine Residenz in Vitcos. Dabei geriet Titu in die Hände der Spanier und wurde nach Cusco gebracht, wo er für ungefähr zwei Jahre unter die Obhut des Pedro de Oñate kam. Laut seinem Bericht kehrte er im Austausch gegen eine Truhe voll Gold zu seinem Vater zurück. Seine Mutter war unterdessen von den Spaniern gefangen und getötet worden, wodurch er zum illegitimen Sohn degradiert wurde. 1544 wurde er Zeuge der Ermordung seines Vaters durch sieben zu ihm geflohene Spanier, die an der Ermordung Francisco Pizarros beteiligt gewesen waren.
Mancos legitimer Nachfolger wurde Titus jüngerer Halbbruder Sayri Túpac. 1557 verließ der inzwischen volljährige Sayri nach Verhandlungen mit der Spaniern Vilcabamba, ließ sich taufen und erhielt Ländereien um Cusco. Als Sayri Túpac 1561 plötzlich verstarb, wurde Titu Cusi sein Nachfolger, wobei er schon nach Sayris Abreise die Macht übernommen hatte. Zwischenzeitlich vermutete er einen von den Spaniern begangenen Giftmord hinter Sayris unerwarteten Tod, wie er in seinem Bericht angibt. Titu entriss seinem jüngeren Halbbruder, Túpac Amaru, das Nachfolgerecht und ernannte ihn zum Priester und Hüter des Leichnams ihres Vaters.
Titu Cusi verfolgte zunächst die Politik seines Vaters, unternahm Guerilla-Überfälle und unterstützte Aufstandsbewegungen gegen die spanische Herrschaft. Nach einigen Jahren aber stoppte er angesichts der spanischen Übermacht die Angriffe und wechselte auf eine Politik der friedlichen Koexistenz. Er begann Verhandlungen mit dem Vizekönig Lope García de Castro, korrespondierte mit dem König von Spanien und erlaubte schließlich Missionare nach Vilcabamba.
Am 24. August 1566 schlossen Titu Cusi, seine Gefolgschaft und Gesandte des Vizekönigs den Vertrag von Acobamba, der unter anderem beinhaltete, dass sein Sohn, Quispe Titu, die Tochter und Erbin seines Vorgängers und Halbbruders Sayri Túpac, Beatriz Clara Coya, heiraten sollte. 1568 ließ er sich selbst taufen und erhielt den spanischen Namen Diego de Castro Titu Cusi Yupanqui. Über Jahre hinweg hegten die Spanier die Hoffnung, er würde sich gegen eine königliche Pension unterwerfen. Durch sein geschicktes Lavieren konnte Titu allerdings die Unabhängigkeit seines Inka-Staates bewahren.
Dank einem der spanischen Gesandten, Diego Rodríguez de Figueroa, ist Titu Cusi der einzige Inka-Herrscher neben Atahualpa, von dem eine Personenbeschreibung durch einen Augenzeugen vorhanden ist:

„Ein Mann um die 40 [Jahre], mittelgroß, dunkelhäutig mit Pockennarben im Gesicht. Er hatte einen ernsten, festen Ausdruck. [Er] trug ein Hemd aus blauem Damast und einen sehr feinen Umhang.“

Sein Tod, möglicherweise durch eine Lungenentzündung oder Leberzirrhose, wurde einer Vergiftung durch den spanischen Missionar Diego Ortiz und dem Schreiber Martín Pando zugeschrieben, was zu erneuten Auseinandersetzungen und dem Lynchmord der Beschuldigten sowie der Tötung weiterer Missionare und eines Botschafters des neuen Vizekönigs Francisco de Toledo führte. Diese Kettenreaktion sollte das Ende Vilcabambas und der Inka-Kaste besiegeln.
Túpac Amaru wurde Titu Cusis Nachfolger, doch die Situation in Vilcabamba war zu weit eskaliert, als dass der neue Inka die Kontrolle zu erringen vermochte.

## Werk
- Martin Lienhard (Hrsg.): Titu Kusi Yupanki: Der Kampf gegen die Spanier. Ein Inka-König berichtet. Düsseldorf 2003.
- Francisco Carrillo (Hrsg.): Titu Kusi Yupanki: Relación de la conquista del Perú. Ediciones de la Biblioteca Universitaria, Lima 1973 (mith2.umd.edu).